# 聖公會曾肇添中學
聖公會曾肇添中學（英語：Sheng Kung Hui Tsang Shiu Tim Secondary School，簡稱SKHTST、曾肇添、曾記），座落於香港沙田禾輋邨，由香港聖公會港澳教區於1978年創辦，是沙田區一所知名中學。學生歷年於公開考試中取得優良成績。該校設30班，包括中一至中六各五班。校訓為「智毅健群」。

## 歷史
學校建校於1978年，為一所連環型校舍。初時之學生對象為禾輋邨內之學童，後來對象則擴展至整個沙田區的適齡學童。經師生多年努力，該校逐漸發展成為一所沙田區內的知名中學，以校風純樸、課外活動傑出、學業成績優良聞名。

### 記事
- 1978年：開校。
- 1988年：學生會成立。
- 2005年7月：新翼建成。
- 2013年4月13日：慶祝該校35週年校慶，舉行表演、嘉年華及開放日等。
- 2018年4月14日：慶祝該校40週年校慶及曾永馨演講廳落成啟用。
- 2023年4月1日：慶祝該校45週年校慶，舉行表演、嘉年華及開放日等。

### 歷任校長
| 任次 | 任期（年） | 年數 | 校長名字     | 備註           |
| ---- | ---------- | ---- | ------------ | -------------- |
| 1    | 1978−1982  | 4    | 潘梁學賢女士 |                |
| 2    | 1982−1986  | 4    | 梁玉玲女士   | 已故           |
| 3    | 1986−2002  | 16   | 劉智輝先生   |                |
| 4    | 2002−2007  | 5    | 湯啟康先生   | 前教育署副署長 |
| 5    | 2007−2024  | 17   | 王裕泰先生   |                |
| 6    | 2024−      |      | 林美儀女士   |                |

## 校舍
學校校舍啟用於1978年，為80年代標準校舍，學校佔地面積4000平方米，設有24間課室。
後來學校學生愈來愈多，於90年代先後於地下有蓋操場增加2間課室、1間教員室、學生會辦事處及升學及就業輔導組辦事處。由於班別數目長期多於課室數目，於是學校實行浮動班制，各班大多沒有自己的一間課室。
及後，學校於原本其中一個室外排球場的位置加建新翼（英語：New Annex），於2005年7月建成，新增6間課室，令各班均有自己的課室。新翼設有升降機，各層透過通道與舊翼連接。
|      | 舊翼                                                | 舊翼                                                       | 舊翼                                                | 新翼                                                                                   | 新翼                                                                                   |
| ---- | --------------------------------------------------- | ---------------------------------------------------------- | --------------------------------------------------- | -------------------------------------------------------------------------------------- | -------------------------------------------------------------------------------------- |
| 地下 | 有蓋操場、小食部、飯堂（Canteen）、盼望小店(校牧室) | 校務處、校長室、式如軒、醫療室、1號及2號教員室、男女更衣室 | 曾永馨演講廳、木工室                                | 有蓋排球場                                                                             | 社工室                                                                                 |
| 1樓  | 禮堂                                                | 課室（2A-2E、4A）                                          | 課室（4B）、視藝室、音樂室                          | 有蓋排球場                                                                             | 小聖堂（Chapel）                                                                       |
| 2樓  | 禮堂                                                | 課室（3A-3E、4C）                                          | 多媒體學習中心2（MMLC2）、家政室、地理室            | 課室（1A-1D）、平台                                                                    | 課室（1A-1D）、平台                                                                    |
| 3樓  | 禮堂                                                | 課室（5A-5E、4D）                                          | 圖書館、優閱書房（Reading Lounge）                  | 課室（1E）、輔助教學室、廣播室（雪清苑）、多媒體學習中心1（MMLC1）                     | 課室（1E）、輔助教學室、廣播室（雪清苑）、多媒體學習中心1（MMLC1）                     |
| 4樓  |                                                     | 課室（6A-6E、4E）                                          | 生物實驗室、物理實驗室                              | 創新科技中心（STEM & Innovation Centre）、學生活動中心（Student Activity Centre, SAC） | 創新科技中心（STEM & Innovation Centre）、學生活動中心（Student Activity Centre, SAC） |
| 5樓  |                                                     | 綜合科學實驗室、化學實驗室                                 | 輔助教學室、3號教員室                               | 輔助教學室、3號教員室                                                                  |                                                                                        |
| 6樓  |                                                     | 副校長室、頂層閣樓（Penthouse）、教員休息室、會議室        | 副校長室、頂層閣樓（Penthouse）、教員休息室、會議室 |                                                                                        |                                                                                        |

地面室外空間另設有一個籃球場、兩個排球場、三個投籃區及停車場。連接新翼小聖堂及地面有蓋排球場的樓梯內側貼有十四塊不同設計的陶瓷磚，象徵苦路十四處。

### 曾永馨演講廳
曾永馨演講廳（英語：Tsang Wing Hing Lecture Theatre）於2018年4月14日校慶當日啟用。演講廳除表演以外，亦可供校園電視台作節目廣播之用，提供約110個座位，較一般課室多出數倍。座位採劇院規格，方便進行各類演講、授課、會議或表演。演講廳亦安裝了無線上網設備、大型屏幕及4K拍攝器材。

## 語文政策
學校為英文中學。除中文、普通話、中國文學、中國歷史、個人社化教育、宗教及倫理科、公文與社會教育科以外，其他科目均使用英語授課。
於每個正常上課日的早上，均會有15分鐘閱讀時間（Reading Period），讓學生閱讀課外書（每月交替閱讀中英文書籍）。此外，每星期三學校亦有「Wednesday English Broadcast」，由中二至中五同學呈現英語短劇演出，並由中一同學擔任輔助及主持，增進學生在英語和資訊科技的知識。
普通話方面，普通話學會每年均會舉辦普通話週，幫助學生掌握兩文三語。
校內多年均舉辦「中英普歌唱大賽」，並會邀請時任新教師參與表演，作為多年之傳統活動，增進師生感情，及學生之兩文三語水平，營造沈浸式學習語言之環境。

## 學生組織
曾肇添中學設有多個學生組織，包括學生會、社、學生長（Prefect）、資訊科技學生長（IT Prefect）、圖書管理員、大哥哥大姊姊計劃及不同學會等，曾肇添中學設有多個學生組織，包括學生會、社、學生長（Prefect）、資訊科技學生長（IT Prefect）、圖書管理員、大哥哥大姊姊計劃及不同學會等。 
各學生組織互不從屬，訓練學生之領導、統籌等能力。 
為確保學生都有擔任學生組織職位的機會，學校限制中五學生只可以擔任最多三個職位，當中主席、會長、隊長等職位不可多於一個。

### 學生會
聖公會曾肇添中學自1988年度起設有學生會。學生會設有代表會（The Students' Union Council）及幹事會（Executive Committee）：代表會監察及協助幹事會會務，和策劃及監察選舉事宜；幹事會為行政機構，負責執行會員大會和代表會之議決。學生會代表會及幹事會的任期為每年十月四日至翌年十月三日。
代表會於開學時由各班選舉班代表及部份學生組織協商組織代表產生。
學生會幹事會的內閣（主席、內務副主席、外務副主席、司庫、文書）透過全校學生投票選出。近年內閣選舉大約於10月初，學生會會員大會的下一個上課天舉行，並於同日在顧問老師及代表會職員監察下以電腦點票及公佈結果。幹事會其餘成員（六名部長）則由當選內閣提名，視乎提名數目，由代表會投票選舉或投信任票產生。

##### 近年學生會內閣
| 屆別 | 任期          | 當選內閣                   | 落選內閣        | 備註                             |
| ---- | ------------- | -------------------------- | --------------- | -------------------------------- |
| 14   | 2000年−2001年 | 新紀園                     | 資料從缺        |                                  |
| 15   | 2001年−2002年 | VIA                        | 資料從缺        |                                  |
| 16   | 2002年−2003年 | 耀禧閣                     | 資料從缺        |                                  |
| 17   | 2003年−2004年 | 葡萄園                     | 資料從缺        |                                  |
| 18   | 2004年−2005年 | 彩稜閣                     | 資料從缺        |                                  |
| 19   | 2005年−2006年 | 蕻花薈                     | 資料從缺        |                                  |
| 20   | 2006年−2007年 | Sparkles                   | 資料從缺        |                                  |
| 21   | 2007年−2008年 |                            |                 | 沒有學生會內閣，由代表會行使職權 |
| 22   | 2008年−2009年 | 暉庭                       | Evolution、Fire |                                  |
| 23   | 2009年−2010年 | 王道                       | Color           |                                  |
| 24   | 2010年−2011年 | Right                      | Fever、Echo     |                                  |
| 25   | 2011年−2012年 | Galaxy                     | Vow             |                                  |
| 26   | 2012年−2013年 | Twinkle                    | Anchor          |                                  |
| 27   | 2013年−2014年 | Nexus                      | Meteor          |                                  |
| 28   | 2014年−2015年 | 城邦Polis                  |                 | 本年度只有一個內閣參選           |
| 29   | 2015年−2016年 | Collab                     | Rangers         |                                  |
| 30   | 2016年−2017年 | Fawkes                     |                 | 本年度只有一個內閣參選           |
| 31   | 2017年−2018年 | Sidereal                   |                 | 本年度只有一個內閣參選           |
| 32   | 2018年−2019年 | Pharos(以83.8%當選)        |                 | 本年度只有一個內閣參選           |
| 33   | 2019年−2020年 | Pyxis(以66.21%當選)        |                 | 本年度只有一個內閣參選           |
| 34   | 2020年−2021年 | 逸曌 Helius(以81.11%當選)  |                 | 本年度只有一個內閣參選           |
| 35   | 2021年−2022年 | Pentas(以50.97%當選)       |                 | 本年度只有一個內閣參選           |
| 36   | 2022年−2023年 | Elpis 曙曦(以53.2%當選)    | Solaris 極晝    | 3.6% 棄權/廢票                   |
| 37   | 2023年−2024年 |                            |                 | 沒有學生會內閣，由代表會行使職權 |
| 38   | 2024年−2025年 | Cloria 清昀 (以73.42%當選) |                 | 本年度只有一個內閣參選           |

### 社
學生入學時會被分入四社（英語：House）之一，分別為智社、毅社、健社和群社。四社名稱分別對應四字校訓「智毅健群」。在學生會幹事會統籌及計分下，四社每學年均會參與陸運會、廣播劇、球類、棋藝等比賽，爭奪社際全年總冠軍。社監（社負責老師）會於開學前選擇社職員，而部分社的社職員由該社上屆職員投票選出。
| 中文名稱 | 英文名稱           | 代表顏色 |
| -------- | ------------------ | -------- |
| 智       | Wisdom (W)         | 紅色     |
| 毅       | Perseverance (P)   | 黃色     |
| 健       | Health (H)         | 綠色     |
| 群       | Gregariousness (G) | 藍色     |

### 學生長
學校設有學生長（英語：School Prefects），負責維持學校紀律，相當於風紀。

### 資訊科技學生長
學校設有數碼媒體及舞台隊（英語：Digital Media and Stage Team），前身為資訊科技學生長（英語：IT Prefects），負責學校有關資訊科技等工作。資訊科技學生長成立於1999年，現時主要負責週三英文廣播及早會等固定工作，以及負責學校大型活動的技術支援和記錄的工作，同時亦負責製作並上載有關校園生活的相片和短片。數碼媒體及舞台隊設有一名隊長（Head），一至兩名副隊長（Vice Head）及六名中央負責人（Central In-charge），管理三組資訊科技學生長，分別為直播小組（Broadcast Team）、後台支援小組（Stage Crew）及製作小組（Production Team）。每年由上任隊長和副隊長決定繼任隊長和副隊長人選，再由繼任隊長和副隊長選定其他成員。
早期，資訊科技學生長的直播室位於G09室及式如軒之間的一個小房間，由於設備不足，以製作聲音節目為主。校園新翼建成後，直播室遷往新翼三樓的直播室，該直播室設有獨立控制室及隔音直播間，方便製作直播電視節目。2018年曾永馨演講廳啟用，設備比原本的廣播室大幅提升，資訊科技學生長開始於演講廳製作節目。

### 圖書館管理員
學校設有一個圖書館和一個優閱書房，而管理員分別稱為圖書館管理員（英文：Librarians）和優閱書房圖書管理員（英文：Reading Lounge librarians） 。兩者工作基本一樣，負責於小息、午飯時間以及放學後當值。主要工作是協助借還書籍、打理書櫃以及裝飾，並舉辦有關閱讀及文學之活動，讓學生通過閱讀廣泛汲取知識。

### 學會
學校設有多個學會，讓學生拓闊視野、陶冶性情。

#### 主要學會
各學科之學會、航天科技學會、園藝學會、遊戲學會、舞蹈學會、野外定向學會、中/英文辯論隊、各體育學會等。

#### 音樂藝術
TST Band、合唱團、管弦樂團、Art Club等。

#### 制服團隊
校內同學可參與紅十字會、香港航空青年團、童軍等制服團隊，培養紀律精神及生存技能。

## 文化、傳統及特色

### 校徽

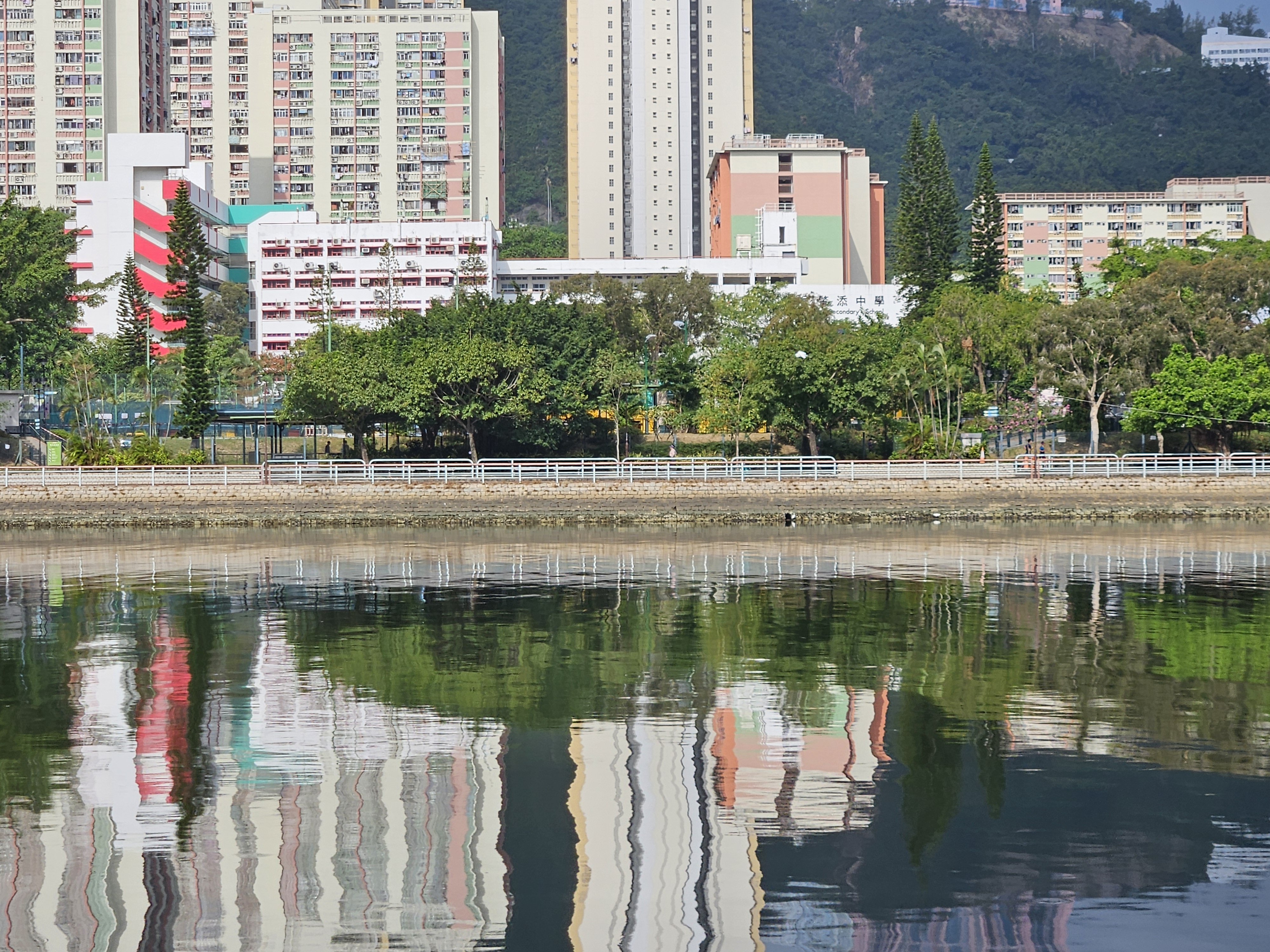
遠眺聖公會曾肇添中學

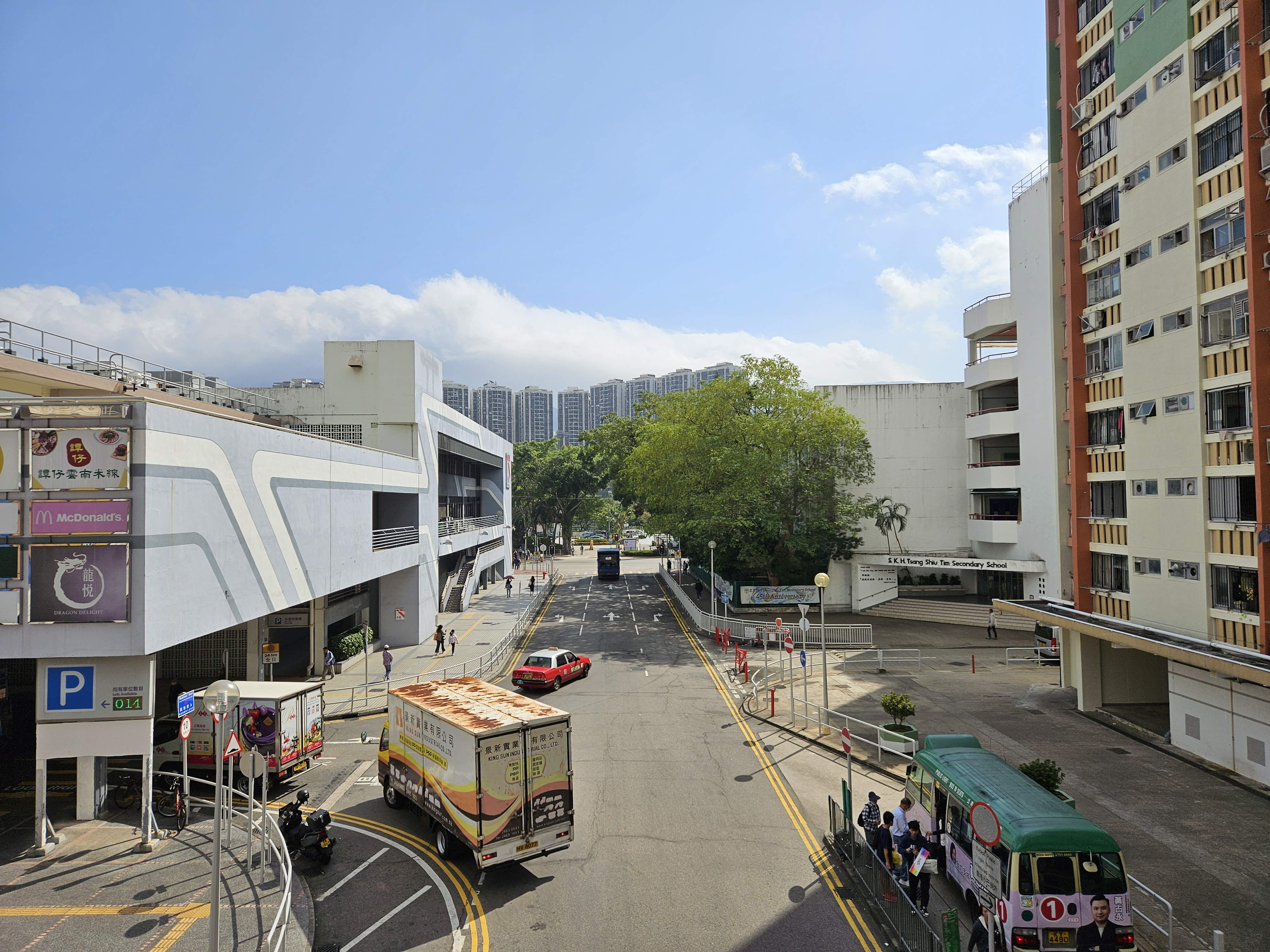
聖公會曾肇添中學對出的一段德厚街

支撐校徽的十字架代表該校為基督教學校，英文「TST」及「SKH」分別代表校名「曾肇添」（Tsang Shiu Tim）及辦學團體「聖公會」（Sheng Kung Hui）。校徽左下角及右下角分別為禾穗及齒輪圖案，禾穗象徵學校與學生茁壯成長，而互相緊扣的齒輪則代表積極向上。同時，學校位處的沙田，開校時正由農業社會（禾穗）轉型為工業社會（齒輪）。

### 校歌
開校時，學校以《學校根基歌》作為校歌。後來於2003年，學校決定譜寫一首屬於該校的校歌，由校友林梓鳳作詞，鋼琴家馮景禧譜上旋律，並由音樂老師鄧秀南修改歌曲音調，使校歌旋律和諧動聽。
校歌作曲偏向流行曲，歌詞為廣東話配合旋律，較部分學校拗音的歌詞為琅琅上口。校歌出呼應校訓，亦帶出宗教訊息及對學生的訓勉。
智慧，從敬畏主而來；
有毅力，因無盡是主愛；
健康身心，去跑前面路程；
人群裡，扶持上路去譜寫精彩。
學海，縱是無盡亦無涯；
人生，需衝開夢想疆界。
努力此刻，珍惜這生，奉上心志，
快樂就是，獻出星火照亮世間。
在十架裡，齊學去愛人如己；
用真心，朝著永恆盼望。
燃亮我心，傾出每分熱情，
只因主愛，使我們的心溫暖。
迎接世間千百幻變，我們的心不變。
蒙主保守我永心堅，迎風敢闖過每一天，
憑主恩典面對新挑戰。
迎接世間千百幻變，我們的心不變。
蒙主保守我永心堅，迎風敢闖過每一天，

憑主恩典面對新挑戰。

### 早會
學校於循環週一及週四舉行早會（Assembly）。雖然宗教科有關的事項（包括唱詩、讀經等）根據學校指引該用中文，唯早會中大部分宣布及演講均與宗教無關但講者使用中文並非英文，與前述的語文政策有出入，學校亦未曾理會。英語通常只會在主持會在結束早會前感謝會眾時使用。學校有多年傳統——主持會在結束早會前感謝會眾出席，而會眾亦會報以感謝，所有新生入學時也會被告知該傳統，讓其日後跟隨。
主持：Thank you for attending the assembly.
會眾：Thank you.

### 口號
學校多年來有校訓、校慶主題等口號。
校訓：智毅健群（Wisdom, Perseverance, Health, Gregariousness） 

訓導組：自律、守禮、守規。（Be self-disciplined, courteous and rule-abiding.） 

三十五週年校慶主題：In God we trust. In love we grow.

四十週年校慶主題：感恩・服侍・騰飛（Thanksgiving in faith; Serving in Love; Thriving in Hope）

四十五週年校慶主題：蒙恩．翱翔．卓越 (Thrive on God's Grace; Soar with Aspirations; Triumph for Excellence)
除校訓外，其中以訓導組的口號「自律、守禮、守規」最為師生熟悉，如同學校的半個校訓。教師於不同場合強調自律，學生亦以良好紀律見稱，校友畢業多年後亦會以該句總結就讀時的得著。

### 保留傳統科目
近年，部分中學在低年級（中一至中三），將中英數以外的部分科目合併為「綜合人文科」，惟該校維持低年級科學、中國歷史、歷史、地理、視覺藝術、電腦及經濟獨立成科。同時，學校仍然於低年級開辦家政及工藝科，男女生均須在每學年分別修讀兩科各一個學期。

### 用語
「班」稱為「Form」，例如「Form 1A」，故班主任稱為「Form Teacher」，班長稱為「Form Captain」。班／級簡稱使用「F」，例如「F.1A和F.1」。課節英文為「Period」，例如第三節稱為「3rd Period」。中文方面，「Prefect」並非譯作「風紀」，而是「學生長」。該校學生自稱為「曾記人」。

### 校友連繫
學校與校友保持緊密連繫，升學及就業輔導組（Careers Team）與校友會保持良好關係。校友致力回饋母校，不時回校擔任教練或為學生擔任師友。每年Careers Day均有大量校友回校，分享升學及就業的經歷。

## 公開考試成績
近年公開考試表現如下：
| 考試               | 成績 |
| ------------------ | --- |
| 2008年高級程度會考 | 聯招升讀大學率：87.6% |
| 2009年高級程度會考 | 資料從缺 |
| 2010年高級程度會考 | 聯招升讀大學率：89.7% |
| 2011年高級程度會考 | 資料從缺 |
| 2012年高級程度會考 | 聯招取得學士學位取錄：88.5% （同屆另13人讀畢中六後經拔尖計畫升讀大學） |
| 2012年中學文憑考試 | 聯招取錄：85.5%；1人取得5科5** |
| 2013年中學文憑考試 | 聯招取錄：80.1%；1人取得6科5**（不計算數學延伸單元）：黎渺揚 （當年中學文憑考試總分全港第一，獲香港中英學術基金會學者聯會頒發「莫鳳麟獎學金」 「Charles Frankland Moore Award」） |
| 2014年中學文憑考試 | 聯招取錄：82.7% |
| 2015年中學文憑考試 | 聯招取錄：86.0%；3人取得5科5**（不計算數學延伸單元） |
| 2016年中學文憑考試 | 聯招取得學士學位取錄：87.2%；2人取得5科5**（不計算數學延伸單元） |
| 2017年中學文憑考試 | 聯招取得學士學位取錄：86.0%；1人取得5科5**（不計算數學延伸單元） |
| 2018年中學文憑考試 | 聯招取得學士學位取錄：92.5%；1人取得7科5**（包括數學廷伸單元）；1人取得6科5**（不計算數學延伸單元）；1人取得5科5**（不計算數學延伸單元）                                          |
| 2019年中學文憑考試 | 聯招取得學士學位取錄：98.6%；1人取得5科5**（包括數學廷伸單元） |
| 2020年中學文憑考試 | 聯招資料從缺；2人取得5科5**（包括數學廷伸單元） |
| 2021年中學文憑考試 | 資料從缺 |
| 2022年中學文憑考試 | 聯招取得學士學位取錄：94.4%；1人取得6科5**（包括數學廷伸單元）、1人取得6科5**（不包括數學廷伸單元）                                                                               |
| 2023年中學文憑考試 | 聯招取得學士學位取錄：87.7%；1人取得5科5**（包括數學廷伸單元） |
| 2024年中學文憑考試 | 聯招取得學士學位取錄：90.3%；1人取得4科5**（不包括數學廷伸單元） |

## 香港傑出學生選舉
截至2024年（第39屆），在香港傑出學生選舉共出產16名香港傑出學生。

## 著名校友
- 鄭梓靈：香港小說作家
- 劉顯輝：前無綫新聞體育主播兼記者
- 張家瑋：桌球選手
- 廖文健：高等法院暫委法官
- 黃國強：資深廣告、電視及電影導演人
- 古星輝：和記電訊香港控股執行董事及行政總裁
- 陳大利：香港電影導演、編劇
- 王祖藍：香港男演員
- 岑敖暉：前荃灣區議員
- 馮景禧：鋼琴家、首位贏得萊比錫巴哈國際鋼琴大賽獎項的華人
- 徐穎璋：長笛家、Neues Kammerorchester Berlin 董事
- 劉國偉：風水命理顧問、香港信報專欄作家
- 鄭緯機：香港電影編劇、破·地獄編劇
- 何靜怡：香港電視劇、電影編劇

## 外部連結
- 聖公會曾肇添中學網頁 （页面存档备份，存于）

22°23′12.7″N 114°11′42.7″E / 22.386861°N 114.195194°E